# Абиш Кунанкараулы
Абиш Кунанкараулы, Абиш Жандыбайулы (гг. рожд. и смерти неизв.) — казахский архитектор, живший в 19 в. Родился в местечке Баршакум (ныне а. Жетиконыр Карагандинской области). В казахском архитектурном искусстве наиболее известен комплекс «Тиркеспе», построенный Кунанкараулы из красного кирпича. Кунанкараулы — автор известного в Караганды, Улытау и Арке дома Калманбая (19 в.), мазаров Рахметоллы (на берегу реки Сарысу), Байсакала и Ерубая (Жетыконыр), Молдир байбише и Жумабека (на берегу реки Сарыкенгир).

## Красный дом Жумана
Красный дом Жумана — архитектурный памятник XIX века на территории Карагандинской области на берегу реки Сары-Кенгир, вблизи села Малшыбай[уточнить]. Возведен из обожжёного красного кирпича. Архитектор — Кунанкараулы Абиш. Дом построен по традиционному проекту. Верхняя часть оформлена в виде баскура (шерстяной тесьмы, которой скрепляются кереге юрты). Частично разрушен.